# Lagares (Penafiel)
Lagares é uma povoação portuguesa do Município de Penafiel, no Distrito do Porto, Portugal, que foi sede da extinta Freguesia de Lagares, freguesia que tinha 10,92 km² de área e 2 457 habitantes (2011), e, por isso, uma densidade populacional de 225 hab/km².
A Freguesia de Lagares foi extinta (agregada) pela reorganização administrativa de 2012/2013, tendo o seu território sido agregado ao da Freguesia de Figueira para criar a União das Freguesias de Lagares e Figueira.
Lagares fica situada no extremo sudoeste do Município de Penafiel sendo a extinta freguesia formada pelos seguintes lugares: Castelo, Devesas, Escariz, Igreja, Lagares, Lapa, Lugar Novo (Devesas), Monte Santos, Ordins, Padrão, Quintandona, Ribas, S. Julião e Serra.

## População
| População da freguesia de Lagares | População da freguesia de Lagares | População da freguesia de Lagares | População da freguesia de Lagares | População da freguesia de Lagares | População da freguesia de Lagares | População da freguesia de Lagares | População da freguesia de Lagares | População da freguesia de Lagares | População da freguesia de Lagares | População da freguesia de Lagares | População da freguesia de Lagares | População da freguesia de Lagares | População da freguesia de Lagares | População da freguesia de Lagares |
| --------------------------------- | --------------------------------- | --------------------------------- | --------------------------------- | --------------------------------- | --------------------------------- | --------------------------------- | --------------------------------- | --------------------------------- | --------------------------------- | --------------------------------- | --------------------------------- | --------------------------------- | --------------------------------- | --------------------------------- |
| 1864                              | 1878                              | 1890                              | 1900                              | 1911                              | 1920                              | 1930                              | 1940                              | 1950                              | 1960                              | 1970                              | 1981                              | 1991                              | 2001                              | 2011                              |
| 1 020                             | 1 070                             | 1 022                             | 1 072                             | 1 192                             | 1 256                             | 1 264                             | 1 547                             | 1 593                             | 1 662                             | 1 738                             | 2 171                             | 2 337                             | 2 463                             | 2 457                             |

| Distribuição da População por Grupos Etários | Distribuição da População por Grupos Etários | Distribuição da População por Grupos Etários | Distribuição da População por Grupos Etários | Distribuição da População por Grupos Etários | Distribuição da População por Grupos Etários | Distribuição da População por Grupos Etários | Distribuição da População por Grupos Etários | Distribuição da População por Grupos Etários | Distribuição da População por Grupos Etários |
| -------------------------------------------- | -------------------------------------------- | -------------------------------------------- | -------------------------------------------- | -------------------------------------------- | -------------------------------------------- | -------------------------------------------- | -------------------------------------------- | -------------------------------------------- | -------------------------------------------- |
| Ano                                          | 0-14 Anos                                    | 15-24 Anos                                   | 25-64 Anos                                   | > 65 Anos                                    |                                              | 0-14 Anos                                    | 15-24 Anos                                   | 25-64 Anos                                   | > 65 Anos                                    |
| 2001                                         | 575                                          | 416                                          | 1 217                                        | 255                                          |                                              | 23,3%                                        | 16,9%                                        | 49,4%                                        | 10,4%                                        |
| 2011                                         | 441                                          | 359                                          | 1 346                                        | 311                                          |                                              | 17,9%                                        | 14,6%                                        | 54,8%                                        | 12,7%                                        |

Média do País no censo de 2001:  0/14 Anos-16,0%; 15/24 Anos-14,3%; 25/64 Anos-53,4%; 65 e mais Anos-16,4%
Média do País no censo de 2011:   0/14 Anos-14,9%; 15/24 Anos-10,9%; 25/64 Anos-55,2%; 65 e mais Anos-19,0%

## História
Apesar de ter sofrido um grande desenvolvimento a partir do início do século XVIII, a sua existência remonta, todavia, a épocas bem anteriores.
A influência dos romanos fez-se sentir nesta freguesia. A toponímia atesta esta afirmação. Escariz (Ascariz de Ascariguiz) e Quintandona (de Quintã de Ónega ou de Dona Ónega) isto nos provam. Seriam notáveis núcleos populacionais deste território, fundamentais para a sua organização.
Segundo J. Monteiro de Aguiar, os primeiros documentos escritos referentes à "villa de Lagares" datam de 1088.
A igreja de S. Martinho de Lagares, apresentando-se hoje com a volumetria arquitectónica desenvolvida nos sécs. XVIII e XIX, é o património construído mais antigo da freguesia e com um passado histórico relevante. Esteve ao culto até 22 de agosto de 1971. Nela se encontrou uma ara romana. As inscrições que apresenta dedicam-a aos Lares Anaeci. Esta ara terá sido reutilizada, mais tarde, como base do altar do templo cristão existente entre os sécs. X-XI. Na Idade Média a freguesia de Lagares inseria-se no chamado território da Anégia.
Entre os valores arqueológicos existentes nesta freguesia, salientemos: várias sepulturas medievais, moedas em cobre (ceitis e reais de D. Sebastião), cerâmicas, um machado de pedra polida e ainda um capitel toscano tardio, datado do século IV.
Em 1153, segundo Frei António Assunção Meireles, há notícia da doação de bens ao Mosteiro de Paço de Sousa por Baemira Austriz e sua irmã. Em 1184, Mendo Moniz e sua mulher Cristina doaram também a parte do padroado que lhes pertencia, ao referido Mosteiro. Este mesmo padroado viria a ser confirmado por Gregório X e só em 1614 a vigararia desta igreja seria separada, ficando a pertencer ao Colégio dos Jesuítas em Évora. No século XVIII, aquando da extinção da Companhia de Jesus e doação dos seus bens à Fazenda da Universidade de Coimbra, a igreja veio a ser incorporada por Provisão Régia de 4 de Julho de 1774, no padroado novo daquela instituição universitária.
No Foral Manuelino de Penafiel, o Rei Venturoso, não esquece alguns casais de Lagares exigindo alguns tributos para consolidação das finanças régias, e portanto dar força ao poder central.
No século XVI, em Lagares, havia um casal do lugar de Escariz que pertencia a uma filha de Pêro Vaz de Caminha e de sua mulher Catarina Vaz. Estas casas eram emprazadas pelo Mosteiro de Paço de Sousa a Isabel de Caminha e seu marido de nome Osório.
A maior parte das terras pertenceram, até ao século XVIII, às Mesas Abacial e conventual do Mosteiro de Paço de Sousa
Lagares, reitoria (mais tarde abadia) e sua anexa S. Tiago da Capela, eram de apresentação da mitra e comenda da Ordem de Cristo. Era seu comendador o Conde de Ega, alcaide-Mor das vilas de Guimarães e Soure, Ayres Saldanha de Albuquerque Coutinho Mattos e Noronha.
Lagares tem entre o seus naturais mais ilustres o conselheiro António de Azevedo Melo e Carvalho, que foi ministro e um dos políticos mais relevantes do seu tempo, além do Prof. Dr. Barbosa de Melo que foi Presidente da Assembleia da República.

## Património
- Igreja de S. Martinho de Tours de Lagares
- Igreja Velha (Centro Histórico)
- Igreja de Nª Srª da Lapa
- Aldeia Preservada de Quintandona
- Parque de Merendas do Alto da Pegadinha
- Capelas Particulares

## Coletividades
- Associação para o Desenvolvimento de Lagares
- Associação Musical e Recreativa de Lagares, visite em: http://www.bandadelagares.org/#
- CasaXiné - Associação Cultural
- Sporting Clube de Lagares
- Futebol Clube de Ribas
- Comodeantes
- Grupo de Cavaquinhos de Lagares
- Rancho Folclórico de Ordins
- Bombos de S. Julião
- Amigos do Pedal

## Festividades, Feiras e Eventos
Em Lagares organizam-se diversas festividades religiosas, sendo as de maior relevância religiosa a de Nossa Senhora da Lapa, a do Senhor dos Passos, e a de Santo Antonino que mistura o religioso com o profano, e tendo como ponto alto as garraiadas que se organizam por essa altura.
Também de salientar, no terceiro fim-de-semana de Setembro a Festa do caldo de Quintandona, evento que mistura a gastronomia com o artesanato, a música, o teatro, num total de quase meia centena de espectáculos, alguns em simultâneo, nos seus três dias. Este evento atraiu cerca de 20 mil visitantes na última edição. Um outro evento de grandes proporções é a prova Extreme XL de Lagares, que pela proporção galga os limites da freguesia, e que cativa um enorme número de forasteiros, portugueses e estrangeiros, quer para assistir, quer para competir.
- Festa de Nª Srª da Lapa
- Solenidades dos Santos Passos (Senhor dos Passos)
- Festa de Santo Antonino
- Festa do Caldo de Quintandona
- Extreme XL Lagares
- Feira da Chêpa (Quinzenal - Quartas Feiras)